# 考德斯波特冰礦
考德斯波特冰礦為位於美國賓夕法尼亞州考德斯波特東邊瑞典鎮的一座冰洞，在春夏季節時洞穴內會生成冰錐，而在氣溫較低的冬季時洞內的冰錐反而會融化消失。這些冰錐的直徑可達1至3英尺（0.30至0.91）、長度可達15至25英尺（4.6至7.6），大多清澈透明。
針對考德斯波特冰礦特殊的地理現象，科學家提出一項理論：從四月至九月的夏季時，自上方滲入洞穴的空氣由於接觸到地下水而降溫，使洞穴在接觸到冷卻後的空氣形成暫時性的冰礦；而從九月開始至晚秋的秋冬季，來自山頂的冷空氣會自較低海拔的洛克海文組（地層年代為泥盆紀）的岩縫中滲入，使原本夏季留存於其中的溫暖空氣向上流至考德斯波特冰礦中，反而使其中的冰層融化。

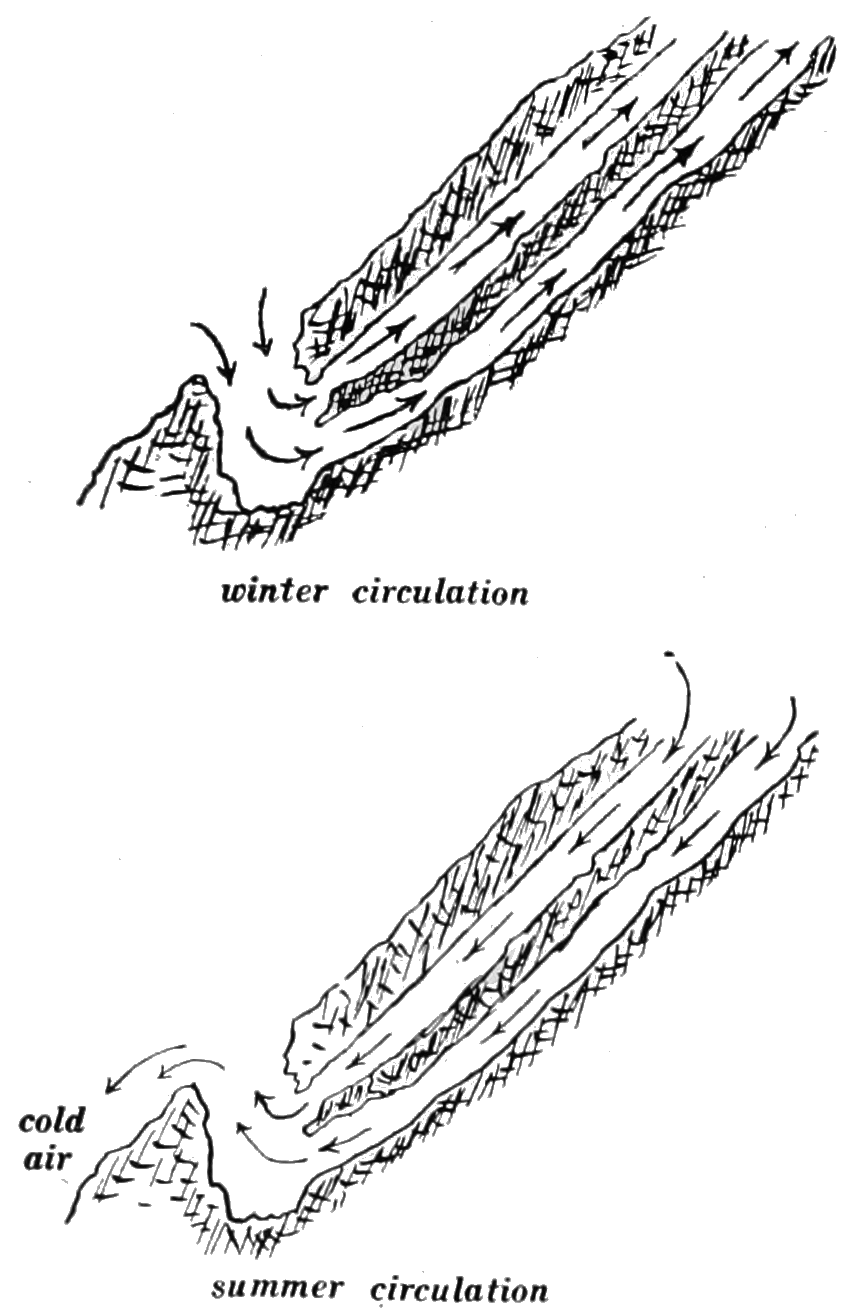
冰礦內於不同季節時的空氣流向

考德斯波特冰礦發現於1894年，洞穴長約10英尺（3.0）、寬度約8英尺（2.4）、向下深度則約為40英尺（12）。最初洞穴有開放民眾參觀，但後來於1990年宣布不再對外開放 。
2013年，考德斯波特冰礦由新買主買下並進行修復，在將近25年後的2014年考德斯波特冰礦又得以再次開放給民眾參觀。

## 外部連結

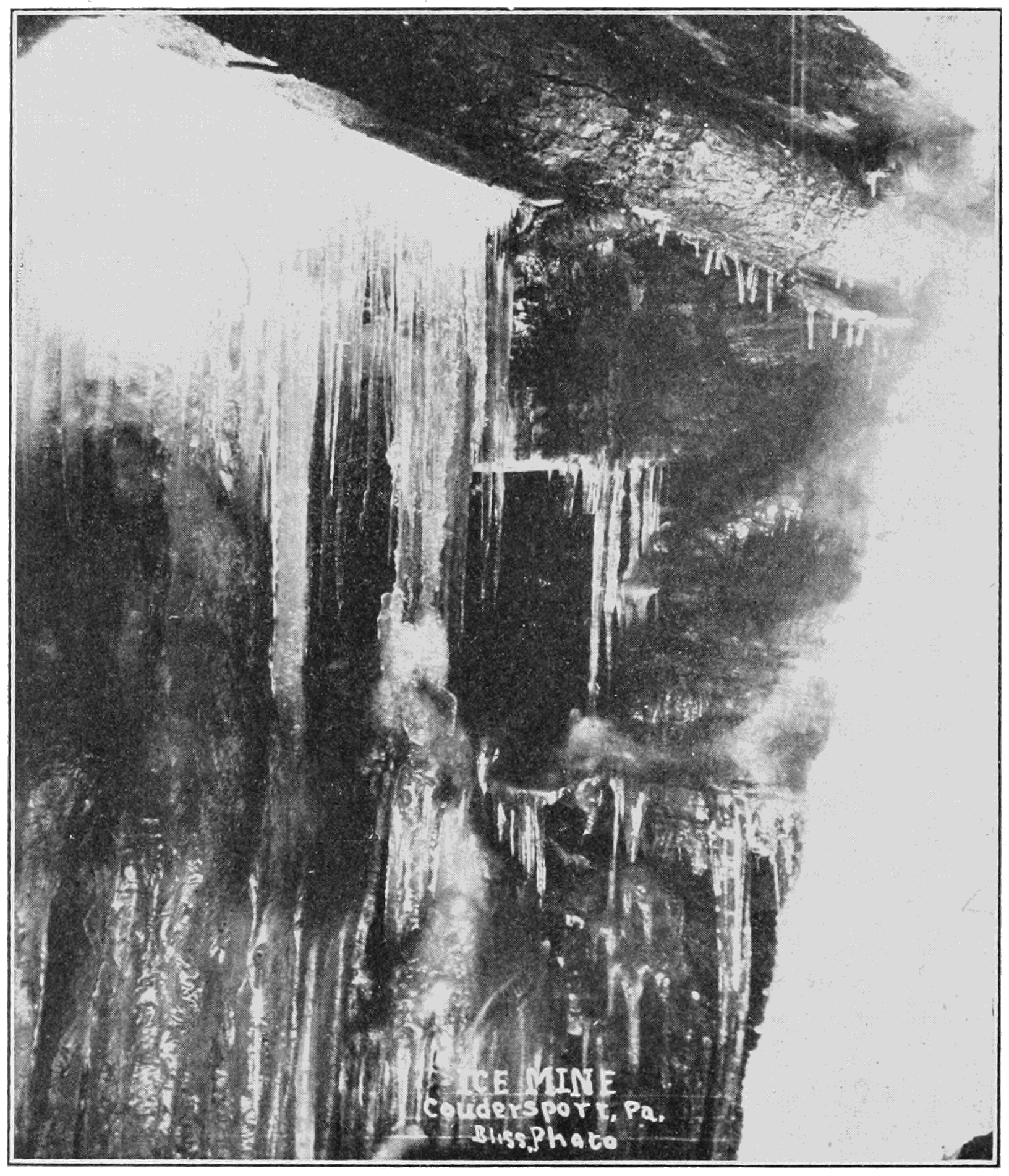
冰礦內部

- Coudersport Ice Mine at www.showcaves.com （页面存档备份，存于）
- Coudersport Ice Mine at www.roadsideamerica.com （页面存档备份，存于）
- Popular Science Article on Ice Mine
- Popular Science Article on Ice Mine Page 2

41°45′15″N 77°57′19″W / 41.75417°N 77.95528°W